# Arteria tibial anterior

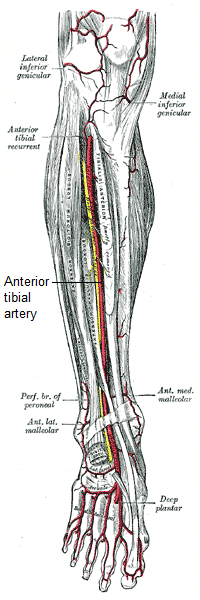

La arteria tibial anterior es una arteria que se origina como rama de bifurcación anterior de la arteria poplítea.

## Curso
Se origina de la arteria poplítea a la altura del extremo distal del músculo poplíteo posterior a la tibia. La arteria suele pasar por delante del músculo poplíteo antes de pasar entre la tibia y el peroné a través de una abertura ovalada en la cara superior de la membrana interósea. A continuación, la arteria desciende entre los músculos tibial anterior y extensor del dedo gordo. Más distalmente, en el tobillo, el extensor del dedo gordo cruza por delante la arteria, que queda, entonces entre este tendón y el extensor común de los dedos.
Está acompañada por las venas tibiales anteriores y el nervio fibular (peroneo) profundo a lo largo de su recorrido.
Cruza la cara anterior de la articulación del tobillo, en cuyo punto se convierte en la arteria pedia dorsal.

## Ramas
Emite las siguientes ramas colaterales:
- Arteria recurrente tibial anterior.[1]
- Ramas musculares.[1]
- Arteria maleolar anterior medial.[1]
- Arteria maleolar anterior lateral.[1]

## Distribución
Se distribuye hacia la pierna, el tobillo y el pie.